# District de Karikal
Le district de Karikal (en anglais : Karaikal district ; en tamoul :  காரைக்கால் மாவட்டம்) est un des quatre districts du Territoire de Pondichéry en Inde. Il est constitué des communes de Karikal (Karaikal), Cotchéry (Kottucherry), Nedouncadou (Nedungadu), Tirnoular (Thirunallar), Néravy (Neravy) et Grande Aldée (Tirumalairayanpattinam).

## Géographie
Sa population est de 200 222 habitants (en 2011) pour une superficie de 157 km². Le district est enclavé par l'État du Tamil Nadu, dont les districts de Mayiladuthurai, Tiruvarur et Nagapattinam lui sont frontaliers.
Il dispose d'une façade maritime sur le golfe du Bengale à l'est, et est intégralement situé dans le delta de la Kaveri, dont les défluents Arasalar et Thirumalairajan arrosent le district. 